# Kollinearität

Ein Beispiel für drei kollineare Punkte (links) und drei nicht kollineare Punkte (rechts)

Kollinearität (von lat. col- und linear „auf derselben Linie liegend“) ist ein Begriff aus der Geometrie und linearen Algebra, der eine Beziehung zwischen Punkten oder Vektoren beschreibt. Drei oder mehr Punkte sind kollinear, wenn sie auf einer gemeinsamen Geraden liegen. Da es zu zwei Punkten immer eine Gerade gibt, auf der sie liegen, ist der Begriff der Kollinearität erst ab drei Punkten sinnvoll. Zwei Vektoren sind kollinear, wenn sie die gleiche oder entgegengesetzte Richtung haben. Dies ist äquivalent dazu, dass sie linear abhängig sind.
Kollinearität spielt sowohl in der affinen Geometrie als auch in der projektiven Geometrie eine wichtige Rolle, da sie invariant unter bestimmten, als Kollineationen bezeichneten Abbildungen ist.

## Kollineare Punkte

### Euklidische Geometrie
Beispiele für kollineare Punkte aus der euklidischen Geometrie:
- Der Schwerpunkt, der Umkreismittelpunkt und der Höhenschnittpunkt eines Dreiecks sind kollinear, da sie auf der eulerschen Geraden liegen.
- Der Gergonne-Punkt, der Schwerpunkt und der Mittenpunkt eines Dreiecks sind kollinear.
- Der Satz von Menelaos liefert ein Kriterium dafür, dass drei Punkte auf den (verlängerten) Seiten eines Dreiecks kollinear sind.
- Die Außenwinkelhalbierenden eines Dreiecks schneiden die Verlängerungen der gegenüberliegenden Seiten in kollinearen Punkten.[6]
- Wenn sich die Geraden durch zwei sich entsprechende Eckpunkte zweier Dreiecke in einem Punkt {\displaystyle Z} schneiden und sich die entsprechenden verlängerten Seiten jeweils in Punkten {\displaystyle U,V,W} schneiden, so sind diese drei Punkte kollinear (Satz von Desargues).

### Analytische Geometrie
Eine Menge von Punkten eines affinen Raumes ist genau dann kollinear, wenn der Vektorraum, der von den Verbindungsvektoren dieser Punkte aufgespannt wird, höchstens die Dimension 1 hat.
Um festzustellen, ob drei Punkt {\displaystyle P_{1}(x_{1},y_{1}),P_{2}(x_{2},y_{2})} und {\displaystyle P_{3}(x_{3},y_{3})} kollinear sind, gibt es mehrere Möglichkeiten:
Da durch je zwei der drei Punkte eine Gerade geht, wählt man zwei der Punkte aus und stellt die Zweipunkteform der Verbindungsgeraden auf. Per Punktprobe muss dann noch festgestellt werden, ob der dritte Punkt auf dieser Geraden liegt. Ist dies der Fall, so sind die drei Punkte kollinear, ansonsten nicht.
Die Punkte {\displaystyle P_{1},P_{2}} und {\displaystyle P_{3}} sind genau dann kollinear, wenn die Verbindungsvektoren {\displaystyle {\overrightarrow {P_{1}P_{2}}}} und {\displaystyle {\overrightarrow {P_{1}P_{3}}}} linear abhängig sind (siehe kollineare Vektoren). Somit lässt sich die Untersuchung der Kollinearität von Punkten auf die Untersuchung der linearen Abhängigkeit von Vektoren zurückführen.
Drei Punkte {\displaystyle P_{1}(x_{1},y_{1}),P_{2}(x_{2},y_{2})} und {\displaystyle P_{3}(x_{3},y_{3})} der Ebene sind genau dann kollinear, wenn
{\displaystyle {\begin{vmatrix}x_{1}&y_{1}&1\\x_{2}&y_{2}&1\\x_{3}&y_{3}&1\end{vmatrix}}=x_{1}y_{2}+x_{2}y_{3}+x_{3}y_{1}-x_{1}y_{3}-x_{2}y_{1}-x_{3}y_{2}=0}
gilt. (Der Rechenausdruck links vom ersten Gleichheitszeichen ist eine Determinante.)

Kollineare Vektoren (links) und nicht kollineare Vektoren (rechts)

## Kollineare Vektoren
Betrachtet man zwei vom Nullvektor verschiedene Vektoren, dann ist Kollinearität gleichbedeutend damit, dass anschaulich jeder der beiden Vektoren ein Vielfaches des anderen ist. Mathematisch präziser bedeutet dies, dass jeder der beiden Vektoren durch Multiplikation mit einem Skalar in den jeweils anderen Vektor überführt werden kann, d. h.
{\displaystyle {\vec {a}}=\beta \cdot {\vec {b}}\quad }und{\displaystyle \quad {\vec {b}}=\alpha \cdot {\vec {a}}}.
Diese motiviert die folgende Definition, die auch die Möglichkeit zulässt, dass {\displaystyle {\vec {a}}} oder {\displaystyle {\vec {b}}} der Nullvektor ist:
Zwei Vektoren {\displaystyle {\vec {a}}} und {\displaystyle {\vec {b}}} heißen zueinander kollinear, wenn es eine reelle Zahl {\displaystyle \lambda } gibt, so dass
{\displaystyle {\vec {a}}=\lambda \cdot {\vec {b}}\quad } oder {\displaystyle \quad {\vec {b}}=\lambda \cdot {\vec {a}}}.
Äquivalent hierzu ist die lineare Abhängigkeit von {\displaystyle {\vec {a}}} und {\displaystyle {\vec {b}}}, das heißt die Existenz von reellen Zahlen {\displaystyle \alpha } und {\displaystyle \beta }, die nicht beide gleich null sind, so dass gilt:
{\displaystyle \alpha {\vec {a}}+\beta {\vec {b}}={\vec {0}}}.
Die Kollinearität für Vektoren im Raum lässt sich auch mithilfe des Kreuzprodukts ausdrücken als
{\displaystyle {\vec {a}}\times {\vec {b}}={\vec {0}}}.
Lässt man die beiden Vektoren am Koordinatenursprung beginnen, liegen beide auf einer Geraden, zeigen also beide in dieselbe (oder die exakt entgegengesetzte) Richtung und haben dabei im Allgemeinen verschiedene Längen.
Kollinearitätsuntersuchungen werden häufig bei der Untersuchung der Lagebeziehungen zwischen mehreren Geraden durchgeführt. Geraden mit kollinearen Richtungsvektoren sind entweder identisch oder „echt“ parallel.